# Elattoneura glauca
Elattoneura glauca är en trollsländeart som först beskrevs av Selys 1860.  Elattoneura glauca ingår i släktet Elattoneura och familjen Protoneuridae. IUCN kategoriserar arten globalt som livskraftig. Inga underarter finns listade i Catalogue of Life.